# DayZ (відеогра)
DayZ (укр. День Z) — багатокористувацька відеогра в жанрі survival horror з відкритим світом, розроблена компанією Bohemia Interactive. Проєкт був розширений з однойменної модифікації до гри Arma 2, створеної геймдизайнером Діном Голлом, до повноцінної онлайн-гри. Рання альфа-версія ігри для Windows була випущена наприкінці 2013 року в мережі цифрової дистрибуції Steam. Версія для Xbox One вийшла 27 березня 2019 року, для PlayStation 4 — 29 травня 2019 року. У 2020 році PC версія гри отримала неофіційну українську локалізацію.
Дія гри відбувається у вигаданій пострадянській державі — Чорнорусі, жителі якої в результаті якогось катаклізму перетворилися в агресивних зомбі. Керований гравцем персонаж повинен вижити у ворожому оточенні, уникаючи ворогів і здобуваючи в закинутих будівлях зброю, їжу та інші припаси. Одночасно з ним на тій же карті діють і інші гравці, кожен з яких має право вбивати персонажів інших гравців, уникати їх або об'єднуватися з ними в групи для спільного виживання.
Розробка гри почалася у 2012 році, коли автор модифікації Дін Голл приєднався до компанії Bohemia Interactive. Попри статус ранньої альфа-версії та відсутність у грі багатьох запланованих можливостей, на травень 2014 року було продано понад 2 мільйонів копій гри, що принесла розробникам близько 68 мільйонів доларів.

## Ігровий процес
Перед гравцем в DayZ ставиться мета вижити у ворожому світі, охопленому зомбі-апокаліпсисом. Створений персонаж з'являється в ігровому світі з порожніми руками, маючи при собі лише найпростіший одяг і деякі дрібниці для виживання. Відкритий світ гри являє собою велику територію площею 225 квадратних кілометрів, з безліччю міст, сіл, полів і лісів, без будь-яких внутрішніх бар'єрів і завантажень; на відміну від однойменної модифікації, практично в будь-яку будівлю в грі можна зайти. Щоб залишитися в живих, персонаж повинен розшукувати в закинутих будівлях їжу, воду й ліки. Крім власне необхідних для виживання припасів, у грі також може знайти різноманітні предмети одягу — одяг не тільки полегшує виживання, захищаючи персонажа від ворогів та непогоди й дозволяючи носити з собою більше предметів, але і дозволяє підкреслити його індивідуальність, зробивши несхожим на інших персонажів. Надаючи гравцеві можливість захищати себе від ворожих зомбі та інших гравців, DayZ містить безліч всілякої зброї, від кухонних ножів до сучасних автоматів, а також різноманітні боєприпаси, приціли та приналежності.

## Історія розробки
Дін Голл, творець модифікації, є відставним офіцером у збройних силах Нової Зеландії. У 2009 році після декількох років цивільного життя Хол повторно вступив в ряди армії Нової Зеландії та був зобов'язаний пройти тривалу і важку перепідготовку. Як програміст-любитель, Голл захоплювався ідеєю віртуальної симуляції поля бою та під час перепідготовки модифікував комп'ютерну гру ArmA 2, створивши в грі подобу тренувального полігону і програючи на ньому сценарії, які могли б повторитися в ході реальних навчань. Пізніше він також брав участь у програмі обміну досвідом збройних сил Сінгапуру і в рамках цієї програми пройшов курс виживання в дикій природі в лісах Брунею. За спогадами Голла, учасники програми були зобов'язані прожити 20 днів в джунглях, причому змучений голодом Голл був змушений красти запаси їжі з наметів інших учасників програми. Після повернення на батьківщину він постарався внести у свою модифікацію, що розробляється як хобі, пережитий у джунглях досвід, зробивши більший акцент на виживання в дикій природі.
Йому не вдалося зацікавити своїм проєктом начальство, тому після звільнення з армії Голл зайнявся вдосконаленням модифікації в розважальну комп'ютерну гру, включивши в неї зомбі — ця тема давно його приваблювала. Як одне з джерел натхнення Голл називав популярну серію коміксів «Ходячі мерці». Хол ніколи не розглядав гру як PvP-орієнтовану — він відносив можливість вбивства одних ігрових персонажів іншими швидше до питань моралі та самозахисту.
DayZ використовує рушій Real Virtuality 3, доопрацьований у порівнянні з тією версією, яка використовувалася в ArmA 2, але не збігається з використаним у Arma 3 рушієм Real Virtuality 4. У липні 2014 року Голл оголосив про намір перенести гру на новий, створений спеціально для неї рушій під назвою Enfusion. Необхідність цього була пов'язана в тому числі й зі старінням графічного рушія Real Virtuality 3 і бажанням команди розробників використовувати більш сучасні технології, такі, як Direct X 11 і графічні бібліотеки OpenGL для можливої майбутньої версії гри для Linux.
На виставці Gamescom 2012 Дін Голл висловив намір у майбутньому портувати гру на ігрові консолі, а також комп'ютери Macintosh — в тому випадку, якщо версія для Microsoft Windows виявиться досить успішною. Пізніше розробник зазначав, що DayZ простіше для портування, ніж ArmA 2, але про розробку версії для консолей можна буде говорити тільки після виходу версії для персональних комп'ютерів. У квітні 2013 року Голл оголосив, що версія гри для консолей вийде «майже напевно» і зазначив, що цільовою платформою може стати консоль PlayStation 4; Bohemia Interactive провела переговори з виробником цієї консолі, японською компанією Sony, і остання продемонструвала інтерес до «DayZ». Пізніше повідомлялося, що вихід гри на ігрової консолі Xbox One малоймовірний через політику компанії Microsoft, що ускладнює регулярне оновлення гри для незалежних розробників, тоді як на консолях Sony можна часто виправляти численні баги гри з допомогою програмних оновлень. Версія гри для консолі PlayStation 4 була офіційно анонсована на виставці Gamescom у Кельні в серпні 2014 року.
Відомо, що в грі буде велика кількість змін у порівнянні з версією-модом — так, у грі реалізується весь цикл життєдіяльності, а гравець зможе заразитися різними захворюваннями, однак, розробники передбачили способи лікування (вакцини, антибіотики тощо).
Терміни виходу гри неодноразово переносилися. У серпні 2013 року Дін Холл повідомив блогу Joystiq, що випуск гри затримується виключно за написання «ядра мережевої архітектури» і що цим займається обмежена кількість працівників студії, а інші змушені чекати закінчення етапу. 16 грудня 2013 року в Steam вийшла рання альфа-версія гри.

## Контент завантаження

### Livonia
Розробники DayZ в грудні 2019 року випустили оновлення під назвою Livonia. Цей контент завантаження містить в собі контент, який переносить гравців в окрему територію під назвою Лівонія, котра по словам розробників на відміну від Чернарусі знаходиться десь в зоні Литви, хоча помітки на дорожніх знаках та попереджувальних стовпах написані польською мовою. Розробники використали майже ті самі моделі, що використовувались в Чернарусі, в тому числі NPC (зомбі), будівель та транспорту.

### Frostline
Пізніше, в жовтні 2024 року вийшла нова DLC під назвою Frostline, події якого відбуваються на острові Сахал, архіпелагу островів Камчатки (згідно з вказівником на острові). За своєю структурою карта використовує як старі так оновлені і моделі, які адаптовані під зимову тематику – знайомі будівлі та об’єкти отримали зимові текстури, а також були додані нові деталі, як-от заметені снігом дороги та крижані покриття і безлад в будинках. Зміни торкнулися і NPC – зомбі тут мають трохи інший вигляд, відповідний до навколишнього середовища, а їхня поведінка також зазнала коригувань через кліматичні умови. Розробники зробили акцент на виживанні в умовах холоду, що додає новий рівень складності, змушуючи гравців не лише боротися з ворогами, а й адаптуватися до, часто, мінливих і екстремальних погодних умов.
На відміну від попередніх частин гри, на новій карті персонажам обов'язково видають додатково ніж як базовий елемент оснащення.